# IGMP
Internet Group Management Protocol (IGMP) je komunkacijski protokol koji koriste nositelji i granični usmjerivači na IP mreži pri izgrađivaju članstva multicast skupina.
| razmak (bit) | 0-3                | 0-3                | 0-3                | 0-3                | 4                  | 5-7                | 5-7                | 5-7                | 8-15               | 8-15               | 8-15               | 8-15               | 8-15               | 8-15               | 8-15               | 8-15               | 16-31              | 16-31              | 16-31              | 16-31              | 16-31              | 16-31              | 16-31              | 16-31              | 16-31              | 16-31              | 16-31              | 16-31              | 16-31              | 16-31              | 16-31              | 16-31              |
| ------------ | ------------------ | ------------------ | ------------------ | ------------------ | ------------------ | ------------------ | ------------------ | ------------------ | ------------------ | ------------------ | ------------------ | ------------------ | ------------------ | ------------------ | ------------------ | ------------------ | ------------------ | ------------------ | ------------------ | ------------------ | ------------------ | ------------------ | ------------------ | ------------------ | ------------------ | ------------------ | ------------------ | ------------------ | ------------------ | ------------------ | ------------------ | ------------------ |
| 0            | Type = 0x11        | Type = 0x11        | Type = 0x11        | Type = 0x11        | Type = 0x11        | Type = 0x11        | Type = 0x11        | Type = 0x11        | Maks odazivni kod  | Maks odazivni kod  | Maks odazivni kod  | Maks odazivni kod  | Maks odazivni kod  | Maks odazivni kod  | Maks odazivni kod  | Maks odazivni kod  | Ispitni zbroj      | Ispitni zbroj      | Ispitni zbroj      | Ispitni zbroj      | Ispitni zbroj      | Ispitni zbroj      | Ispitni zbroj      | Ispitni zbroj      | Ispitni zbroj      | Ispitni zbroj      | Ispitni zbroj      | Ispitni zbroj      | Ispitni zbroj      | Ispitni zbroj      | Ispitni zbroj      | Ispitni zbroj      |
| 32           | Skupna adresa      | Skupna adresa      | Skupna adresa      | Skupna adresa      | Skupna adresa      | Skupna adresa      | Skupna adresa      | Skupna adresa      | Skupna adresa      | Skupna adresa      | Skupna adresa      | Skupna adresa      | Skupna adresa      | Skupna adresa      | Skupna adresa      | Skupna adresa      | Skupna adresa      | Skupna adresa      | Skupna adresa      | Skupna adresa      | Skupna adresa      | Skupna adresa      | Skupna adresa      | Skupna adresa      | Skupna adresa      | Skupna adresa      | Skupna adresa      | Skupna adresa      | Skupna adresa      | Skupna adresa      | Skupna adresa      | Skupna adresa      |
| 64           | Resv               | Resv               | Resv               | Resv               | S                  | QRV                | QRV                | QRV                | QQIC               | QQIC               | QQIC               | QQIC               | QQIC               | QQIC               | QQIC               | QQIC               | Broj izvora (N)    | Broj izvora (N)    | Broj izvora (N)    | Broj izvora (N)    | Broj izvora (N)    | Broj izvora (N)    | Broj izvora (N)    | Broj izvora (N)    | Broj izvora (N)    | Broj izvora (N)    | Broj izvora (N)    | Broj izvora (N)    | Broj izvora (N)    | Broj izvora (N)    | Broj izvora (N)    | Broj izvora (N)    |
| 96           | Izvorna adresa [1] | Izvorna adresa [1] | Izvorna adresa [1] | Izvorna adresa [1] | Izvorna adresa [1] | Izvorna adresa [1] | Izvorna adresa [1] | Izvorna adresa [1] | Izvorna adresa [1] | Izvorna adresa [1] | Izvorna adresa [1] | Izvorna adresa [1] | Izvorna adresa [1] | Izvorna adresa [1] | Izvorna adresa [1] | Izvorna adresa [1] | Izvorna adresa [1] | Izvorna adresa [1] | Izvorna adresa [1] | Izvorna adresa [1] | Izvorna adresa [1] | Izvorna adresa [1] | Izvorna adresa [1] | Izvorna adresa [1] | Izvorna adresa [1] | Izvorna adresa [1] | Izvorna adresa [1] | Izvorna adresa [1] | Izvorna adresa [1] | Izvorna adresa [1] | Izvorna adresa [1] | Izvorna adresa [1] |
| 128          | Izvorna adresa [2] | Izvorna adresa [2] | Izvorna adresa [2] | Izvorna adresa [2] | Izvorna adresa [2] | Izvorna adresa [2] | Izvorna adresa [2] | Izvorna adresa [2] | Izvorna adresa [2] | Izvorna adresa [2] | Izvorna adresa [2] | Izvorna adresa [2] | Izvorna adresa [2] | Izvorna adresa [2] | Izvorna adresa [2] | Izvorna adresa [2] | Izvorna adresa [2] | Izvorna adresa [2] | Izvorna adresa [2] | Izvorna adresa [2] | Izvorna adresa [2] | Izvorna adresa [2] | Izvorna adresa [2] | Izvorna adresa [2] | Izvorna adresa [2] | Izvorna adresa [2] | Izvorna adresa [2] | Izvorna adresa [2] | Izvorna adresa [2] | Izvorna adresa [2] | Izvorna adresa [2] | Izvorna adresa [2] |
|              | . . .              |                    |                    |                    |                    |                    |                    |                    |                    |                    |                    |                    |                    |                    |                    |                    |                    |                    |                    |                    |                    |                    |                    |                    |                    |                    |                    |                    |                    |                    |                    |                    |
|              | Izvorna adresa [N] |                    |                    |                    |                    |                    |                    |                    |                    |                    |                    |                    |                    |                    |                    |                    |                    |                    |                    |                    |                    |                    |                    |                    |                    |                    |                    |                    |                    |                    |                    |                    |